# مقاطعة دوارتي
مقاطعة دوارتي (بالإنجليزية: Duarte Province)‏ هي محافظة في جمهورية الدومينيكان، تتبع جمهورية الدومينيكان، عاصمتها سان فرانسيسكو دي ماكوريس.